# Área metropolitana de Barnstable Town
El área estadística metropolitana de Barnstable Town, MA MSA como la denomina oficialmente la Oficina de Administración y Presupuesto, es un área estadística metropolitana que abarca el condado Barnstable del estado estadounidense de Massachusetts. El área metropolitana tiene una población de 215.888 habitantes según el censo de 2010, convirtiéndola en la 197.º área metropolitana más poblada de los Estados Unidos.

## Principales comunidades del área metropolitana
Ciudad principal 
- Barnstable